# 文心雕龍校注
《文心雕龍校注》是楊明照對於《文心雕龍》的校注本，1958年由上海古典文學出版社所出版。1982年，作者將當中的內容有所增訂，改名為《文心雕龍校注拾遺》。其後又於2000年修改為《增訂文心雕龍校注》，由中華書局出版；於2001年訂為《增訂文心雕龍校注拾遺補正》，由江蘇古籍出版社出版。

## 成書
1930年，作者當時獲重慶大學所錄取，在吳芳吉的教導之下，對於《文心雕龍》產生了與趣，研閱後發現當時黃叔琳的《文心雕龍輯注》和李詳的《文心雕龍補注》都有所不詳細的地方，因此認為有所補正的必要。:7-9。1935年秋，杨明照转学成都，继续研究《文心雕龙》，並以此作為畢業論文。1936年夏，他以《文心雕龙校注拾遺》为题的學位毕业论文，獲指导教师庞石帚教授好评，并得到了一百分。:10-13
在同年秋天，作者考入了燕京大學研究院國文部。他當時經郭紹虞所指導，繼續進行研究的工作，接觸的材料大量增加。:131939年夏，他以《文心雕龙校注》作為硕士畢業論文，并通过答辩。但是，直至1957年，在親友的鼓勵之下，作者將學位論文刪改修正並結合其碩士論文成果，才予之出版。:68

## 版本

### 1958年：《文心雕龍校注》
1958年由上海古典出版社出版。此書以養素堂本黃叔琳《文心雕龍輯注》作為底本，封面記有「劉勰著、黃叔琳著、李詳補注、楊艮照校注拾遺」的字樣。全書分為「梁書劉勰傳箋注」、「正文校注」、「附錄」、「引用書目」、「後記」五部分。正文大致上先是劉勰的原文、接着是黃氏的《輯注》，然後是《補注》，最後是自己的「校注拾遺」。此書在出版之後，台灣世界書局、河洛書局、香港龍門書局都有此翻印或影印此書。:67-69

### 1982年：《文心雕龍校注拾遺》
1982年由上海古籍出版社出版。此書參校了各種版本、校注本達60種，參考文獻達到了600項，補充了不少新的成果，而且更正了不少疑難訛誤。全書分為「書影」、「前言」、「正文校注」、「附錄」、「引用書目」、「後記」五部分。正文中沒有劉勰原文、也沒有《輯注》和《補注》，而是單純將自己的「校注拾遺」獨立為一書，增加約五分之二之多。附錄則由六項增加至九項。本來在書前的《梁書·劉勰傳》被加入成為附錄的一部份。:68

### 2000年：《增訂文心雕龍校注》
2000年由中華書局出版，分作上下兩冊。全書分為「書影」、「前言」、「梁書劉勰傳箋注」、「正文校注」、「附錄」、「引用書目」、「後記」六部分。正文體例大致和《校注》相同，先是劉勰的原文、接着是黃氏的《輯注》，然後是《補注》，最後是自己的「校注拾遺」。:68

### 2001年：《增訂文心雕龍校注拾遺補正》
2001年由江蘇古籍出版社出版，是作者對於《文心雕龍校注拾遺》增訂補正獨立出來的版本。全書只有楊明照自己的「校注拾遺」，大致體例和《文心雕龍校注拾遺》相同。:68

## 評價
王更生指他雖然深入地校正《文心雕龍》原文，但是不會妄下定論，而是通過引用各書之書後，再說明舊校不當，再提出自己的新見。而在自己未能決定是應該修正與否的句子，則只是以細字附注，說明底本的問題，而不加以妄動。作者以客觀的態度以考證《文心雕龍》，角度是客觀的。:81-95
李平認為此書對於學界的主要貢獻有三項，一是首次完整地徵引了李詳補注全文，其次補充了《文心雕龍注》的漏缺，再者是附錄中的劉勰著作兩篇、歷代著錄與品評等等資料等，可見《文心雕龍》在歷史上影響，為研究者帶來便利。:68
戶田浩曉指，作者《校注》有很多先人之未發的見解。集錄了李詳的《補注》和黃叔琳的《輯注》，和收錄各種「品評」，也使讀者閱讀更加方便。但是，附錄之中的「序跋」和「附錄」都有使人不滿意的地方。他批評，作者將梅慶生的《音注》三種版本都混之一談，「不能不說是相當粗疏的」。「序跋」中沒有收錄「錢維善序」和「馮允中序」也是當中的缺點。
1983年6月6日的香港《大公報》發表一則專文介紹了《文心雕龍校注拾遺》，並指是「楊明照先生繼《文心雕龍校注》之後，積四十餘年功夫而成的碩果」。:93

### 書目
1. 1 2 3 4 5  王更生. . 台北: 文史哲出版社. 2010.